# Quinta dimensione - Il futuro è già qui
Quinta dimensione - Il futuro è già qui è un programma televisivo italiano di genere divulgativo e documentaristico di Jean Pierre el Kozeh e Barbara Gallavotti, in onda in prima serata su Rai 3 dal 12 marzo 2022, con la conduzione di Barbara Gallavotti.

## Il programma
Il programma ha l'intento di raccontare attraverso puntate monotematiche ciò che avviene alle frontiere della ricerca, avvicinando il pubblico ai temi dell'innovazione scientifica e tecnologica, offrendo gli strumenti utili a capire la loro origine, la loro evoluzione e l'impatto sul futuro.

## Edizioni
| Edizione | Anno      | Conduzione         | Periodo          | Periodo         | Puntate | Regia            |
| Edizione | Anno      | Conduzione         | Inizio           | Fine            | Puntate | Regia            |
| -------- | --------- | ------------------ | ---------------- | --------------- | ------- | ---------------- |
| 1ª       | 2022      | Barbara Gallavotti | 12 marzo 2022    | 2 aprile 2022   | 4       | Luca Granato     |
| 2ª       | 2023      | Barbara Gallavotti | 15 aprile 2023   | 6 maggio 2023   | 4       | Luca Granato     |
| 3ª       | 2024      | Barbara Gallavotti | 13 gennaio 2024  | 3 febbraio 2024 | 4       | Luca Granato     |
| 4ª       | 2024-2025 | Barbara Gallavotti | 28 dicembre 2024 | 11 gennaio 2025 | 3       | Giacomo Frignani |

## Puntate e ascolti

### Prima edizione (2022)
| Puntata | Puntata                                                                                        | Puntata               | Messa in onda | Ascolti        | Ascolti | Ascolti |
| Nº      | Titolo                                                                                         | Argomento             | Messa in onda | Telespettatori | Share   | Fonte   |
| ------- | ---------------------------------------------------------------------------------------------- | --------------------- | ------------- | -------------- | ------- | ------- |
| 1       | Invisibili - Cosa ci ha svelato e insegnato il Covid                                           | Pandemia di COVID-19  | 12 marzo 2022 | 771 000        | 3,93%   | [ 3 ]   |
| 2       | I segreti della lunga giovinezza                                                               | Invecchiamento        | 19 marzo 2022 | 1 023 000      | 5,09%   | [ 4 ]   |
| 3       | La minaccia dei cambiamenti climatici e le sfide della sostenibilità per il futuro della Terra | Riscaldamento globale | 26 marzo 2022 | 763 000        | 4,08%   | [ 5 ]   |
| 4       | Il racconto della vita – Ciò che il nostro DNA svela e nasconde                                | DNA                   | 2 aprile 2022 | 886 000        | 4,38%   | [ 6 ]   |
| Media   | Media                                                                                          | Media                 | Media         | 861 000        | 4,37%   |         |

### Seconda edizione (2023)
| Puntata | Puntata                   | Puntata                        | Messa in onda  | Ascolti        | Ascolti | Ascolti |
| Nº      | Titolo                    | Argomento                      | Messa in onda  | Telespettatori | Share   | Fonte   |
| ------- | ------------------------- | ------------------------------ | -------------- | -------------- | ------- | ------- |
| 1       | Arte                      | Scienza e tecnologia nell'arte | 15 aprile 2023 | 653 000        | 3,91%   | [ 7 ]   |
| 2       | La battaglia dei sessi    | Sessualità                     | 22 aprile 2023 | 727 000        | 4,59%   | [ 8 ]   |
| 3       | Cibo tra salute e cultura | Alimentazione                  | 29 aprile 2023 | 857 000        | 5,45%   | [ 9 ]   |
| 4       | La comunicazione          | Comunicazione                  | 6 maggio 2023  | 648 000        | 4,13%   | [ 10 ]  |
| Media   | Media                     | Media                          | Media          | 721 000        | 4,52%   |         |

### Terza edizione (2024)
| Puntata | Puntata                                                     | Puntata               | Messa in onda   | Ascolti        | Ascolti | Ascolti |
| Nº      | Titolo                                                      | Argomento             | Messa in onda   | Telespettatori | Share   | Fonte   |
| ------- | ----------------------------------------------------------- | --------------------- | --------------- | -------------- | ------- | ------- |
| 1       | Clima: alla ricerca di un nuovo equilibrio                  | Cambiamento climatico | 13 gennaio 2024 | 570 000        | 3,33%   | [ 11 ]  |
| 2       | Dal Big Bang alle stazioni spaziali                         | Universo              | 20 gennaio 2024 | 443 000        | 2,58%   | [ 12 ]  |
| 3       | Alla scoperta delle intelligenze tra naturale e artificiale | Intelligenza          | 27 gennaio 2024 | 471 000        | 2,83%   | [ 13 ]  |
| 4       | Le tecniche più avanzate nella lotta contro il crimine      | Criminologia          | 3 febbraio 2024 | 430 000        | 2,66%   | [ 14 ]  |
| Media   | Media                                                       | Media                 | Media           | 479 000        | 2,85%   |         |

### Quarta edizione (2024-2025)
| Puntata | Puntata                  | Messa in onda    | Ascolti        | Ascolti | Ascolti |
| Nº      | Titolo                   | Messa in onda    | Telespettatori | Share   | Fonte   |
| ------- | ------------------------ | ---------------- | -------------- | ------- | ------- |
| 1       | Cani, gatti & Co         | 28 dicembre 2024 | 645 000        | 3,84%   | [ 15 ]  |
| 2       | In salute                | 4 dicembre 2025  | 853 000        | 4,94%   | [ 16 ]  |
| 3       | Intelligenza artificiale | 11 gennaio 2025  | 539 000        | 2,89%   | [ 17 ]  |
| Media   | Media                    | Media            | 679 000        | 3,89%   |         |

## Audience
| Edizione | Rete televisiva | Anno      | Stagione  | Programmazione | Programmazione | Programmazione | Programmazione | Programmazione | Programmazione | Programmazione | Collocazione | Telespettatori | Share |
| Edizione | Rete televisiva | Anno      | Stagione  | L              | M              | M              | G              | V              | S              | D              | Collocazione | Telespettatori | Share |
| -------- | --------------- | --------- | --------- | -------------- | -------------- | -------------- | -------------- | -------------- | -------------- | -------------- | ------------ | -------------- | ----- |
| 1ª       | Rai 3           | 2022      | primavera |                |                |                |                |                |                |                | prima serata | 861 000        | 4,37% |
| 2ª       | Rai 3           | 2023      | primavera | 721 000        | 4,52%          |                |                |                |                |                | prima serata |                |       |
| 3ª       | Rai 3           | 2024      | inverno   | 479 000        | 2,85%          |                |                |                |                |                | prima serata |                |       |
| 4ª       | Rai 3           | 2024-2025 | inverno   | 679 000        | 3,89%          |                |                |                |                |                | prima serata |                |       |